# Pilar de Borbón
Pilar de Borbón y Borbón (Cannes, 30 de julio de 1936-Madrid, 8 de enero de 2020) fue una infanta de España, hija de Juan de Borbón y Battenberg, conde de Barcelona, y María de las Mercedes de Borbón y Orleans, princesa de las Dos Sicilias y de la Casa de Borbón, nieta por línea paterna de Alfonso XIII y Victoria Eugenia de Battenberg, reyes de España, y por línea materna de los infantes Carlos de Borbón-Dos Sicilias y Luisa de Orleans, duques de Calabria y condes de Caserta. Era hermana de Juan Carlos I, Alfonso de Borbón y de la infanta Margarita, por tanto tía del actual rey de España Felipe VI. Tuvo el tratamiento de Alteza Real y fue además duquesa de Badajoz por Decreto 758/1967, de 13 de abril.
Renunció a sus derechos de sucesión al trono español al contraer matrimonio con una persona de rango inferior como estipulaba la Pragmática Sanción del rey Carlos III sobre matrimonios desiguales. Por ello, tanto Pilar como su hermana Margarita y todos sus descendientes quedaban excluidos de la línea sucesoria, como ya sucedió con el príncipe Alfonso (hijo y heredero del rey Alfonso XIII), quien renunció a sus derechos de sucesión en 1933 por idéntico motivo.
Pilar de Borbón fue presidenta de la Federación Ecuestre Internacional desde 1994 hasta 2005, cuando fue sucedida en el cargo por la princesa Haya bint Husein de Jordania. Siempre activa en el deporte ecuestre, prologó la traducción oficial al español de la obra Técnicas Avanzadas de Equitación – Manual Oficial de Instrucción de la Federación Ecuestre Alemana, que fue publicada en España y Latinoamérica, y en la que participaron reconocidos jinetes y altos oficiales de la Federación Ecuestre Internacional de varios países de habla española. También fue miembro honorario del Comité Olímpico Internacional desde 2006, habiendo sido miembro activo desde 1996. Asimismo formaba parte del Consejo de Honor del Comité Olímpico Español. Pilar de Borbón fue presidenta de Europa Nostra, la federación paneuropea para el patrimonio cultural, entre 2007 y 2009.

## Vida, matrimonio e hijos

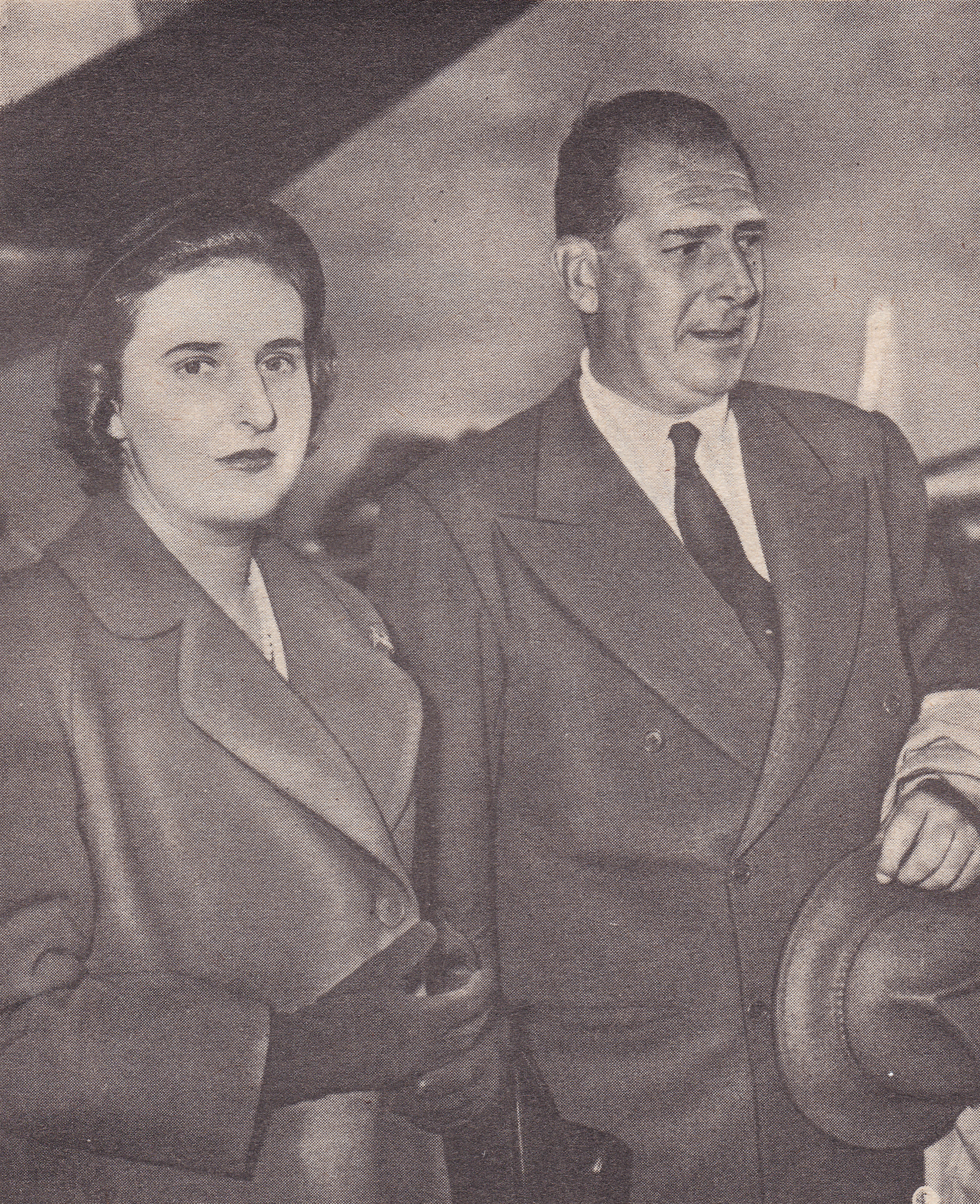
La duquesa de Badajoz en su juventud junto con su padre.

Hija primogénita de Juan de Borbón y Battenberg y de María de las Mercedes de Borbón y Orleans, condes de Barcelona, nació en Ville Saint Blaise, domicilio de los condes de Barcelona en Cannes (Alpes Marítimos, Francia), el 30 de julio de 1936 a las dos del mediodía, pesando cerca de los 4 kg. Fue bautizada en Cannes, en la iglesia de Rins, con el nombre de María del Pilar Alfonsa Juana Victoria Luisa Ignacia de Todos los Santos de Borbón y Borbón. Sus padrinos fueron su abuelo paterno, el rey Alfonso XIII, y su abuela materna, la Condesa viuda de Caserta, aunque el rey Alfonso XIII actuó por delegación, ya que no quería encontrarse con su esposa la reina Victoria Eugenia. Desde su nacimiento, como hija del heredero a la Corona de España se le dio el título de infanta de España con tratamiento de Alteza Real. No obstante, el reconocimiento oficial de dicho título se produjo cuando su hermano ya era rey de España.
Después de Cannes, los componentes de la familia real española en el exilio, a excepción de la reina Victoria Eugenia, viajaron a Roma y en un principio vivieron en el Palacio Villa Montebello, en Cermisco Meratre, propiedad del marqués de Castel Rodrigo y duque de Nochera. Más tarde alquilaron una planta entera en el hotel Excelsior Gallia.
Tras la abdicación de Alfonso XIII en su hijo, don Juan pasó a ser el titular de los derechos dinásticos en el exilio.
En 1946 volvieron a trasladarse, esta vez a Estoril, en Portugal. En un principio vivieron en Villa Papoila, propiedad de los marqueses de Pelayo; más tarde se mudaron a Villa Bellver, propiedad de los vizcondes de Feijoo; ya más tarde los condes de Barcelona compraron Villa Giralda.
Pilar estudió Enfermería en la Escuela Superior de Enfermería Artur Ravara.
Pilar fue uno de los asistentes del crucero Agamenon con sus padres y su hermano Juan Carlos. El 12 de octubre de 1954, con dieciocho años, se le hizo una fiesta de "puesta de largo", que realmente se convirtió en una celebración monárquica, ocasión en la que miles de monárquicos españoles se trasladaron a Estoril a presentar sus respetos a Juan de Borbón, rey de España para ellos. Se celebró en el Hotel Palacio de Estoril, donde años más tarde celebraría también su banquete nupcial. Fue tal el despliegue que incluso tuvo repercusión en algunas revistas internacionales y en el periódico ABC.
A Pilar, su padre intentó casarla con el rey Balduino de Bélgica, país adonde se trasladó la infanta Pilar con Fabiola de Mora y Aragón, pero aunque esta última iba en calidad de acompañante, fue ella quien se casó con el rey de los belgas.
Fue una de las ocho damas de honor de la, por entonces, princesa Sofía, el día de su boda con su hermano Juan Carlos. El 27 de mayo de 1963 se hunde el techo de la estación Cais do Sodré y hay una gran cantidad de muertos y heridos. La infanta Pilar, que trabajaba en el hospital Dos Capuchos, fue trasladada para ayudar a curar a los heridos y amortajar a los fallecidos. Aparece en la portada del diario ABC del 30 de mayo, y en otra fotografía en las páginas interiores del periódico. El Gobierno portugués le hace entrega de una medalla por este hecho.

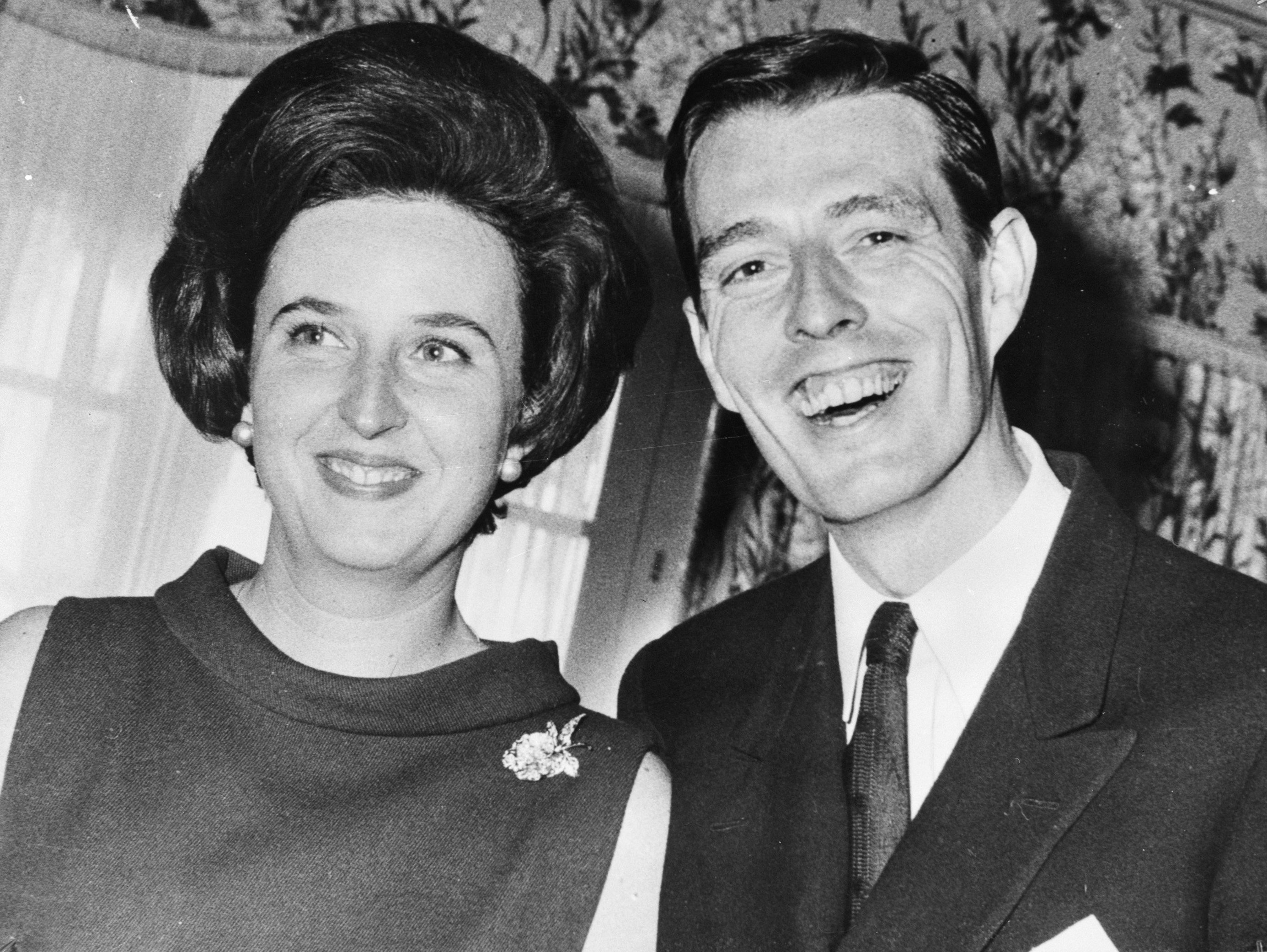
Pilar de Borbón con su futuro marido Luis Gómez-Acebo en enero de 1967.

Conoce a su futuro marido en casa del exrey de Bulgaria Simeón, que está casado con Margarita Gómez-Acebo, prima hermana del futuro marido de Pilar. Fue un boda muy discutida y costó mucho que tuviese la aprobación de los condes de Barcelona, puesto que aunque Luis Gómez-Acebo y Duque de Estrada, vizconde de la Torre (título que rehabilitó un mes antes de la boda) era nieto del marqués de Cortina, ellos pensaban que una infanta de España debía casarse con un varón con sangre real, pero después de mucho, aceptaron. Contrajo matrimonio el 5 de mayo de 1967 en el monasterio de los Jerónimos de Belém de Lisboa, del cual nacieron cinco hijos:
- María de Fátima Simoneta Luisa Gómez-Acebo y Borbón (Madrid, 28 de octubre de 1968), grande de España, casada en Palma de Mallorca el 12 de septiembre de 1990 con José Miguel Fernández-Sastrón, hijo de Jorge Fernández Menéndez, Presidente de Galerías Preciados, y su mujer Eloísa Ana Sastrón y Herrera, nieto paterno de José Fernández Rodríguez y Carmen Menéndez Tuya y nieto materno de José Sastrón Díaz y Cristobalina Herrera. Desde 2009, Simoneta y José Miguel se encontraban separados de forma amistosa. Firman el acuerdo de divorcio el 16 de octubre de 2012,[16] siendo padres de:
  - Luis Juan Fernández-Sastrón y Gómez-Acebo (Madrid, 23 de septiembre de 1991).
  - Pablo Fernández-Sastrón y Gómez-Acebo (Madrid, 4 de mayo de 1995).
  - María de las Mercedes Fernández-Sastrón y Gómez-Acebo (Madrid, 17 de enero de 2000).

- Juan Filiberto Nicolás Gómez-Acebo y de Borbón (Madrid, 6 de diciembre de 1969-Palma de Mallorca, 12 de agosto de 2024[17]), grande de España y III vizconde de la Torre. El 2 de marzo de 2013 tuvo un hijo con su pareja, la norteamericana Winston Holmes Carney, hija de James Carney y Laura, llamado Nicolás.[18] La pareja contrajo matrimonio civil el 2 de enero de 2014 en el Consulado Español de Miami. El matrimonio anunció su separación en mayo de 2019.[19][20]
  - Nicolás Lucien Gómez-Acebo y Carney (2 de marzo de 2013), IV vizconde de la Torre.

- Bruno Alejandro Gómez-Acebo y Borbón (Madrid, 15 de junio de 1971), grande de España, casado en Madrid, en el Real Monasterio de la Encarnación, el 7 de octubre de 2002 con Bárbara Cano de la Plaza,[21] hija de Antonio Cano y Villajos y su mujer María del Carmen de la Plaza y Donoso. Son padres de:
  - Alejandro Juan Gómez-Acebo y Cano (Madrid, 5 de noviembre de 2004).
  - Guillermo Gómez-Acebo y Cano (Madrid, 23 de noviembre de 2005).
  - Álvaro Gómez-Acebo y Cano (Madrid, 30 de mayo de 2011).

- Luis Beltrán Alfonso Gómez-Acebo y Borbón (Madrid, 20 de mayo de 1973), grande de España, casado en Segovia, La Granja de San Ildefonso, desde el 8 de septiembre de 2004 con la modelo Laura Ponte Martínez, de la que ha tenido por hijos a Luis Felipe (Madrid, 1 de julio de 2005) y Laura Gómez-Acebo y Ponte (Madrid, 1 de julio de 2006). Desde el año 2009, Luis y Laura se encontraban separados de forma amistosa. Finalmente, se divorciaron en 2011.[22] El 27 de febrero de 2016 Luis Beltrán contrajo matrimonio civil con Andrea Pascual Vicens en Puerta de Hierro, Madrid. Tienen un hijo en común, Juan.[23][24]
  - Luis Felipe Gómez-Acebo y Ponte (Madrid, 1 de julio de 2005).
  - Laura Gómez-Acebo y Ponte (Madrid, 1 de julio de 2006).
  - Juan Gómez-Acebo y Pascual (Madrid, 17 de julio de 2016).

- Fernando Humberto Gómez-Acebo y Borbón (Madrid, 30 de septiembre de 1974-Madrid, 1 de marzo de 2024),[25] grande de España, casado en Madrid desde el 27 de noviembre de 2004 con Mónica Martín Luque. Desde 2011, Fernando y Mónica se encontraban separados de forma amistosa. Finalmente, obtuvieron el divorcio en 2013.[26] Fernando volvería a contraer matrimonio el 31 de mayo de 2016, en Palaio Faliro, Atenas, con Nadia Halamandari. Posteriormente se separaron.[27] De este segundo enlace nació:
  - Nicolás Gómez-Acebo y Halamandari (Atenas, 5 de junio de 2016).

Con motivo de la boda de Pilar con Luis Gómez-Acebo, el conde de Barcelona concedió a su hija el ducado de Badajoz con Grandeza de España. Ese mismo año, mediante decreto de 17 de abril, el general Franco concedió a la infanta la facultad de usarlo en España. Posteriormente, este privilegio sería confirmado por Juan Carlos I tras convertirse en rey de España.
Pilar se convertiría también en vizcondesa consorte de la Torre, ya que su futuro marido rehabilitó este título el 30 de marzo de 1967. Además, conservó su título de Infanta de España con tratamiento de Alteza Real (tratamiento al que no tenía derecho su marido).
El título de duquesa de Badajoz, por ser un título de la Casa Real, fue concedido con carácter personal y vitalicio y, por tanto, revirtió a la Corona tras el fallecimiento de la infanta.
Luis Gómez-Acebo, esposo de la infanta, falleció el 9 de marzo de 1991 a consecuencia de un cáncer linfático.

## Los papeles de Panamá
En 2016 el diario alemán Süddeutsche Zeitung tuvo acceso a una serie de documentos que revelaban la existencia de cientos de sociedades offshore creadas en Panamá. A través del Consorcio Internacional de Periodistas de Investigación, la noticia llegó a El Confidencial y laSexta, medios que dieron a conocer esta información en España. Entre los nombres que figuraban en los denominados papeles de Panamá, se encontraban los de doce jefes de Estado o de Gobierno, 128 políticos y 61 familiares o socios próximos a diversos líderes mundiales. Según esta información, la infanta Pilar dirigió durante cuarenta años (entre 1974 y 2014) una de estas sociedades, denominada Delantera Financiera. Ante este y otros casos que afectaban a ciudadanos españoles o residentes en España, la Agencia Tributaria comenzó una investigación para aclarar si estas actividades eran legales y habían sido declaradas.

## Muerte
Falleció a los ochenta y tres años, el 8 de enero de 2020, en el Hospital Ruber Internacional de Madrid, donde permanecía ingresada desde tres días antes. Su muerte se produjo a causa de las complicaciones de un cáncer de colon diagnosticado un año atrás.
El 10 de enero, los reyes Felipe VI y Letizia, acompañados de Juan Carlos I y la reina Sofía, acudieron al entierro de sus cenizas, ya que manifestó su deseo de ser enterrada junto a su marido en el cementerio de San Isidro de Madrid en vez de en el Panteón de Infantes del Monasterio de El Escorial. El 29 de enero se celebró un funeral en la Basílica de San Lorenzo de El Escorial presidido por los reyes de España. También acompañaron a los hijos y nietos de la infanta los reyes Juan Carlos y Sofía, las infantas Elena y Cristina, la vicepresidenta Carmen Calvo y otras autoridades españolas. Entre el resto de los asistentes destacaron: Beatriz de los Países Bajos, pues cuarenta años antes la infanta Pilar acudió a la ceremonia de su entronización en representación de su hermano; la princesa Astrid de Luxemburgo y su marido Carlos Cristián de Austria; el duque de Braganza; Margarita de Bulgaria; los duques y la duquesa viuda de Calabria; la princesa Irene de Grecia y Luis Alfonso de Borbón junto a su esposa Margarita Vargas.

## Educación
Desde el momento de su nacimiento, la infanta contó con una niñera que se encargaba totalmente de ella. Aunque era la primogénita de los condes de Barcelona, su hermano Juan Carlos era el posible heredero a la corona. Con la educación de Pilar y la de sus otros dos hermanos no se esmeraron tanto. Durante su estancia en Lausana asistió al Colegio Católico Mont-Olivet y aprendió buenos modales con su abuela la reina Victoria Eugenia, que era lo primordial en una infanta de la época. Con su abuela aprendió a sentarse correctamente, comer, reverencias, etc. Tuvieron también una profesora de español, Mercedes Solano, y dos profesoras particulares, mademoiselle Modou y mademoiselle Any.
En Estoril asistió al Colegio Esclavas do Sagrado Coração de Jesus, donde cursó bachillerato, y posteriormente hizo un curso de cultura general con asignaturas de Historia, Geografía, Literatura y Religión. Posteriormente cursó la carrera de enfermería en la Escuela de enfermería Arturo Ravara.
Aparte de castellano, la infanta hablaba inglés, francés, portugués e italiano.

## Títulos y órdenes

### Títulos
| ● 30 de julio de 1936-13 de abril de 1967: | Su alteza real la infanta doña Pilar de España           |
| ● 13 de abril de 1967-8 de enero de 2020:  | Su alteza real la infanta doña Pilar, duquesa de Badajoz |

Escudo de la Infanta Pilar, no oficial al perder sus derechos como heredera.

La titulatura oficial de la infanta Pilar era: su alteza real doña María del Pilar Alfonsa Juana Victoria Luisa Ignacia de Todos los Santos, infanta de España, duquesa de Badajoz, vizcondesa consorte de la Torre.

### Órdenes

#### Reino de España
- Dama de la Orden de las Damas Nobles de la Reina María Luisa (16/04/1936).
- Dama de honor de la Real Hermandad del Santo Cáliz de Valencia (19/11/1955).[38]
- Dama gran cruz de la Real Orden de Carlos III (14/10/1988).[39]
- Dama gran cruz de la Real Orden del Mérito Deportivo (05/12/2002).[40]
- Dama de la Hospitalidad de Nuestra Señora de Lourdes de Madrid.

#### Órdenes extranjeras
- Dama gran cruz de justicia de la Sagrada Orden Militar Constantiniana de San Jorge (Casa de Borbón-Dos Sicilias, 18/02/1960).[41]
- Dama gran cruz de la Orden de las Santas Olga y Sofía (Reino de Grecia, 13/05/1962).[42]
- Dama gran cruz de la Orden del Infante Don Enrique (República Portuguesa, 06/06/1968).[43][44]

## Ancestros
| \| \| \| \| \| \| \| \| \| \| \| \| \| \| \| \| \| \| \| \| 16. Francisco de Asís de Borbón, rey consorte de España \| \| \| \| \| \| \| \| \| \| \| \| \| \| \| \| \| \| \| \| \| \| \| \| \| \| \| \| \| \| \| \| \| \| \| \| \| \| \| \| \| \| \| \| \| \| \| \| \| \| \| \| \| \| 8. Alfonso XII, rey de España \| \| \| \| \| \| \| \| \| \| \| \| \| \| \| \| \| \| \| \| \| \| \| \| \| \| \| \| \| \| \| \| \| \| \| \| \| \| \| \| \| \| \| \| \| \| \| \| \| \| \| \| \| \| 17. Isabel II, reina de España \| \| \| \| \| \| \| \| \| \| \| \| \| \| \| \| \| \| \| \| \| \| \| \| \| \| \| \| \| \| \| \| \| \| \| \| \| \| \| \| \| \| \| \| \| \| \| \| \| \| \| \| \| \| 4. Alfonso XIII, rey de España \| \| \| \| \| \| \| \| \| \| \| \| \| \| \| \| \| \| \| \| \| \| \| \| \| \| \| \| \| \| \| \| \| \| \| \| \| \| \| \| \| \| \| \| \| \| \| \| \| \| \| \| \| \| 18. Archiduque Carlos Fernando de Austria \| \| \| \| \| \| \| \| \| \| \| \| \| \| \| \| \| \| \| \| \| \| \| \| \| \| \| \| \| \| \| \| \| \| \| \| \| \| \| \| \| \| \| \| \| \| \| \| \| \| \| \| \| \| 9. Archiduquesa María Cristina de Austria \| \| \| \| \| \| \| \| \| \| \| \| \| \| \| \| \| \| \| \| \| \| \| \| \| \| \| \| \| \| \| \| \| \| \| \| \| \| \| \| \| \| \| \| \| \| \| \| \| \| \| \| \| \| 19. Archiduquesa Isabel Francisca de Austria \| \| \| \| \| \| \| \| \| \| \| \| \| \| \| \| \| \| \| \| \| \| \| \| \| \| \| \| \| \| \| \| \| \| \| \| \| \| \| \| \| \| \| \| \| \| \| \| \| \| \| \| \| \| 2. Juan de Borbón, conde de Barcelona \| \| \| \| \| \| \| \| \| \| \| \| \| \| \| \| \| \| \| \| \| \| \| \| \| \| \| \| \| \| \| \| \| \| \| \| \| \| \| \| \| \| \| \| \| \| \| \| \| \| \| \| \| \| 20. Príncipe Alejandro de Hesse-Darmstadt \| \| \| \| \| \| \| \| \| \| \| \| \| \| \| \| \| \| \| \| \| \| \| \| \| \| \| \| \| \| \| \| \| \| \| \| \| \| \| \| \| \| \| \| \| \| \| \| \| \| \| \| \| \| 10. Príncipe Enrique de Battenberg \| \| \| \| \| \| \| \| \| \| \| \| \| \| \| \| \| \| \| \| \| \| \| \| \| \| \| \| \| \| \| \| \| \| \| \| \| \| \| \| \| \| \| \| \| \| \| \| \| \| \| \| \| \| 21. Condesa Julia von Hauke, princesa de Battenberg \| \| \| \| \| \| \| \| \| \| \| \| \| \| \| \| \| \| \| \| \| \| \| \| \| \| \| \| \| \| \| \| \| \| \| \| \| \| \| \| \| \| \| \| \| \| \| \| \| \| \| \| \| \| 5. Princesa Victoria Eugenia de Battenberg \| \| \| \| \| \| \| \| \| \| \| \| \| \| \| \| \| \| \| \| \| \| \| \| \| \| \| \| \| \| \| \| \| \| \| \| \| \| \| \| \| \| \| \| \| \| \| \| \| \| \| \| \| \| 22. Alberto de Sajonia-Coburgo-Gotha, príncipe consorte del Reino Unido \| \| \| \| \| \| \| \| \| \| \| \| \| \| \| \| \| \| \| \| \| \| \| \| \| \| \| \| \| \| \| \| \| \| \| \| \| \| \| \| \| \| \| \| \| \| \| \| \| \| \| \| \| \| 11. Princesa Beatriz del Reino Unido \| \| \| \| \| \| \| \| \| \| \| \| \| \| \| \| \| \| \| \| \| \| \| \| \| \| \| \| \| \| \| \| \| \| \| \| \| \| \| \| \| \| \| \| \| \| \| \| \| \| \| \| \| \| 23. Victoria I, reina del Reino Unido y de Irlanda y emperatriz de la India \| \| \| \| \| \| \| \| \| \| \| \| \| \| \| \| \| \| \| \| \| \| \| \| \| \| \| \| \| \| \| \| \| \| \| \| \| \| \| \| \| \| \| \| \| \| \| \| \| \| \| \| \| \| 1. Infanta María del Pilar, duquesa de Badajoz \| \| \| \| \| \| \| \| \| \| \| \| \| \| \| \| \| \| \| \| \| \| \| \| \| \| \| \| \| \| \| \| \| \| \| \| \| \| \| \| \| \| \| \| \| \| \| \| \| \| \| \| \| \| 24. Fernando II, rey de las Dos Sicilias \| \| \| \| \| \| \| \| \| \| \| \| \| \| \| \| \| \| \| \| \| \| \| \| \| \| \| \| \| \| \| \| \| \| \| \| \| \| \| \| \| \| \| \| \| \| \| \| \| \| \| \| \| \| 12. Príncipe Alfonso, conde de Caserta \| \| \| \| \| \| \| \| \| \| \| \| \| \| \| \| \| \| \| \| \| \| \| \| \| \| \| \| \| \| \| \| \| \| \| \| \| \| \| \| \| \| \| \| \| \| \| \| \| \| \| \| \| \| 25. Archiduquesa María Teresa de Austria \| \| \| \| \| \| \| \| \| \| \| \| \| \| \| \| \| \| \| \| \| \| \| \| \| \| \| \| \| \| \| \| \| \| \| \| \| \| \| \| \| \| \| \| \| \| \| \| \| \| \| \| \| \| 6. Príncipe Carlos de Borbón-Dos Sicilias \| \| \| \| \| \| \| \| \| \| \| \| \| \| \| \| \| \| \| \| \| \| \| \| \| \| \| \| \| \| \| \| \| \| \| \| \| \| \| \| \| \| \| \| \| \| \| \| \| \| \| \| \| \| 26. Príncipe Francisco, conde de Trápani \| \| \| \| \| \| \| \| \| \| \| \| \| \| \| \| \| \| \| \| \| \| \| \| \| \| \| \| \| \| \| \| \| \| \| \| \| \| \| \| \| \| \| \| \| \| \| \| \| \| \| \| \| \| 13. Princesa María Antonieta de Borbón-Dos Sicilias \| \| \| \| \| \| \| \| \| \| \| \| \| \| \| \| \| \| \| \| \| \| \| \| \| \| \| \| \| \| \| \| \| \| \| \| \| \| \| \| \| \| \| \| \| \| \| \| \| \| \| \| \| \| 27. Princesa María Isabel de Toscana \| \| \| \| \| \| \| \| \| \| \| \| \| \| \| \| \| \| \| \| \| \| \| \| \| \| \| \| \| \| \| \| \| \| \| \| \| \| \| \| \| \| \| \| \| \| \| \| \| \| \| \| \| \| 3. María de las Mercedes de Borbón y Orleans \| \| \| \| \| \| \| \| \| \| \| \| \| \| \| \| \| \| \| \| \| \| \| \| \| \| \| \| \| \| \| \| \| \| \| \| \| \| \| \| \| \| \| \| \| \| \| \| \| \| \| \| \| \| 28. Príncipe Fernando Felipe, duque de Orleans \| \| \| \| \| \| \| \| \| \| \| \| \| \| \| \| \| \| \| \| \| \| \| \| \| \| \| \| \| \| \| \| \| \| \| \| \| \| \| \| \| \| \| \| \| \| \| \| \| \| \| \| \| \| 14. Príncipe Felipe, conde de París \| \| \| \| \| \| \| \| \| \| \| \| \| \| \| \| \| \| \| \| \| \| \| \| \| \| \| \| \| \| \| \| \| \| \| \| \| \| \| \| \| \| \| \| \| \| \| \| \| \| \| \| \| \| 29. Duquesa Elena Luisa de Mecklemburgo-Schwerin \| \| \| \| \| \| \| \| \| \| \| \| \| \| \| \| \| \| \| \| \| \| \| \| \| \| \| \| \| \| \| \| \| \| \| \| \| \| \| \| \| \| \| \| \| \| \| \| \| \| \| \| \| \| 7. Princesa Luisa de Orleans \| \| \| \| \| \| \| \| \| \| \| \| \| \| \| \| \| \| \| \| \| \| \| \| \| \| \| \| \| \| \| \| \| \| \| \| \| \| \| \| \| \| \| \| \| \| \| \| \| \| \| \| \| \| 30. Príncipe Antonio, duque de Montpensier \| \| \| \| \| \| \| \| \| \| \| \| \| \| \| \| \| \| \| \| \| \| \| \| \| \| \| \| \| \| \| \| \| \| \| \| \| \| \| \| \| \| \| \| \| \| \| \| \| \| \| \| \| \| 15. Princesa María Isabel de Orleans \| \| \| \| \| \| \| \| \| \| \| \| \| \| \| \| \| \| \| \| \| \| \| \| \| \| \| \| \| \| \| \| \| \| \| \| \| \| \| \| \| \| \| \| \| \| \| \| \| \| \| \| \| \| 31. Infanta Luisa Fernanda de España \| \| \| \| \| \| \| \| \| \| \| \| \| \| \| \| \| \| \| \| \| \| \| \| \| \| \| \| \| \| \| \| \| \| \| \| \| \| \| \| \| \| \| \| \| \| \| \| \| \| \| \| |                                                                             |  |  |  |  |  |  |  |  |  |  |  |  |  |  |  |
| |                                                                             |  |  |  |  |  |  |  |  |  |  |  |  |  |  |  |
| | 16. Francisco de Asís de Borbón, rey consorte de España                     |  |  |  |  |  |  |  |  |  |  |  |  |  |  |  |
| |                                                                             |  |  |  |  |  |  |  |  |  |  |  |  |  |  |  |
| |                                                                             |  |  |  |  |  |  |  |  |  |  |  |  |  |  |  |
| | 8. Alfonso XII, rey de España                                               |  |  |  |  |  |  |  |  |  |  |  |  |  |  |  |
| |                                                                             |  |  |  |  |  |  |  |  |  |  |  |  |  |  |  |
| |                                                                             |  |  |  |  |  |  |  |  |  |  |  |  |  |  |  |
| | 17. Isabel II, reina de España                                              |  |  |  |  |  |  |  |  |  |  |  |  |  |  |  |
| |                                                                             |  |  |  |  |  |  |  |  |  |  |  |  |  |  |  |
| |                                                                             |  |  |  |  |  |  |  |  |  |  |  |  |  |  |  |
| | 4. Alfonso XIII, rey de España                                              |  |  |  |  |  |  |  |  |  |  |  |  |  |  |  |
| |                                                                             |  |  |  |  |  |  |  |  |  |  |  |  |  |  |  |
| |                                                                             |  |  |  |  |  |  |  |  |  |  |  |  |  |  |  |
| | 18. Archiduque Carlos Fernando de Austria                                   |  |  |  |  |  |  |  |  |  |  |  |  |  |  |  |
| |                                                                             |  |  |  |  |  |  |  |  |  |  |  |  |  |  |  |
| |                                                                             |  |  |  |  |  |  |  |  |  |  |  |  |  |  |  |
| | 9. Archiduquesa María Cristina de Austria                                   |  |  |  |  |  |  |  |  |  |  |  |  |  |  |  |
| |                                                                             |  |  |  |  |  |  |  |  |  |  |  |  |  |  |  |
| |                                                                             |  |  |  |  |  |  |  |  |  |  |  |  |  |  |  |
| | 19. Archiduquesa Isabel Francisca de Austria                                |  |  |  |  |  |  |  |  |  |  |  |  |  |  |  |
| |                                                                             |  |  |  |  |  |  |  |  |  |  |  |  |  |  |  |
| |                                                                             |  |  |  |  |  |  |  |  |  |  |  |  |  |  |  |
| | 2. Juan de Borbón, conde de Barcelona                                       |  |  |  |  |  |  |  |  |  |  |  |  |  |  |  |
| |                                                                             |  |  |  |  |  |  |  |  |  |  |  |  |  |  |  |
| |                                                                             |  |  |  |  |  |  |  |  |  |  |  |  |  |  |  |
| | 20. Príncipe Alejandro de Hesse-Darmstadt                                   |  |  |  |  |  |  |  |  |  |  |  |  |  |  |  |
| |                                                                             |  |  |  |  |  |  |  |  |  |  |  |  |  |  |  |
| |                                                                             |  |  |  |  |  |  |  |  |  |  |  |  |  |  |  |
| | 10. Príncipe Enrique de Battenberg                                          |  |  |  |  |  |  |  |  |  |  |  |  |  |  |  |
| |                                                                             |  |  |  |  |  |  |  |  |  |  |  |  |  |  |  |
| |                                                                             |  |  |  |  |  |  |  |  |  |  |  |  |  |  |  |
| | 21. Condesa Julia von Hauke, princesa de Battenberg                         |  |  |  |  |  |  |  |  |  |  |  |  |  |  |  |
| |                                                                             |  |  |  |  |  |  |  |  |  |  |  |  |  |  |  |
| |                                                                             |  |  |  |  |  |  |  |  |  |  |  |  |  |  |  |
| | 5. Princesa Victoria Eugenia de Battenberg                                  |  |  |  |  |  |  |  |  |  |  |  |  |  |  |  |
| |                                                                             |  |  |  |  |  |  |  |  |  |  |  |  |  |  |  |
| |                                                                             |  |  |  |  |  |  |  |  |  |  |  |  |  |  |  |
| | 22. Alberto de Sajonia-Coburgo-Gotha, príncipe consorte del Reino Unido     |  |  |  |  |  |  |  |  |  |  |  |  |  |  |  |
| |                                                                             |  |  |  |  |  |  |  |  |  |  |  |  |  |  |  |
| |                                                                             |  |  |  |  |  |  |  |  |  |  |  |  |  |  |  |
| | 11. Princesa Beatriz del Reino Unido                                        |  |  |  |  |  |  |  |  |  |  |  |  |  |  |  |
| |                                                                             |  |  |  |  |  |  |  |  |  |  |  |  |  |  |  |
| |                                                                             |  |  |  |  |  |  |  |  |  |  |  |  |  |  |  |
| | 23. Victoria I, reina del Reino Unido y de Irlanda y emperatriz de la India |  |  |  |  |  |  |  |  |  |  |  |  |  |  |  |
| |                                                                             |  |  |  |  |  |  |  |  |  |  |  |  |  |  |  |
| |                                                                             |  |  |  |  |  |  |  |  |  |  |  |  |  |  |  |
| | 1. Infanta María del Pilar, duquesa de Badajoz                              |  |  |  |  |  |  |  |  |  |  |  |  |  |  |  |
| |                                                                             |  |  |  |  |  |  |  |  |  |  |  |  |  |  |  |
| |                                                                             |  |  |  |  |  |  |  |  |  |  |  |  |  |  |  |
| | 24. Fernando II, rey de las Dos Sicilias                                    |  |  |  |  |  |  |  |  |  |  |  |  |  |  |  |
| |                                                                             |  |  |  |  |  |  |  |  |  |  |  |  |  |  |  |
| |                                                                             |  |  |  |  |  |  |  |  |  |  |  |  |  |  |  |
| | 12. Príncipe Alfonso, conde de Caserta                                      |  |  |  |  |  |  |  |  |  |  |  |  |  |  |  |
| |                                                                             |  |  |  |  |  |  |  |  |  |  |  |  |  |  |  |
| |                                                                             |  |  |  |  |  |  |  |  |  |  |  |  |  |  |  |
| | 25. Archiduquesa María Teresa de Austria                                    |  |  |  |  |  |  |  |  |  |  |  |  |  |  |  |
| |                                                                             |  |  |  |  |  |  |  |  |  |  |  |  |  |  |  |
| |                                                                             |  |  |  |  |  |  |  |  |  |  |  |  |  |  |  |
| | 6. Príncipe Carlos de Borbón-Dos Sicilias                                   |  |  |  |  |  |  |  |  |  |  |  |  |  |  |  |
| |                                                                             |  |  |  |  |  |  |  |  |  |  |  |  |  |  |  |
| |                                                                             |  |  |  |  |  |  |  |  |  |  |  |  |  |  |  |
| | 26. Príncipe Francisco, conde de Trápani                                    |  |  |  |  |  |  |  |  |  |  |  |  |  |  |  |
| |                                                                             |  |  |  |  |  |  |  |  |  |  |  |  |  |  |  |
| |                                                                             |  |  |  |  |  |  |  |  |  |  |  |  |  |  |  |
| | 13. Princesa María Antonieta de Borbón-Dos Sicilias                         |  |  |  |  |  |  |  |  |  |  |  |  |  |  |  |
| |                                                                             |  |  |  |  |  |  |  |  |  |  |  |  |  |  |  |
| |                                                                             |  |  |  |  |  |  |  |  |  |  |  |  |  |  |  |
| | 27. Princesa María Isabel de Toscana                                        |  |  |  |  |  |  |  |  |  |  |  |  |  |  |  |
| |                                                                             |  |  |  |  |  |  |  |  |  |  |  |  |  |  |  |
| |                                                                             |  |  |  |  |  |  |  |  |  |  |  |  |  |  |  |
| | 3. María de las Mercedes de Borbón y Orleans                                |  |  |  |  |  |  |  |  |  |  |  |  |  |  |  |
| |                                                                             |  |  |  |  |  |  |  |  |  |  |  |  |  |  |  |
| |                                                                             |  |  |  |  |  |  |  |  |  |  |  |  |  |  |  |
| | 28. Príncipe Fernando Felipe, duque de Orleans                              |  |  |  |  |  |  |  |  |  |  |  |  |  |  |  |
| |                                                                             |  |  |  |  |  |  |  |  |  |  |  |  |  |  |  |
| |                                                                             |  |  |  |  |  |  |  |  |  |  |  |  |  |  |  |
| | 14. Príncipe Felipe, conde de París                                         |  |  |  |  |  |  |  |  |  |  |  |  |  |  |  |
| |                                                                             |  |  |  |  |  |  |  |  |  |  |  |  |  |  |  |
| |                                                                             |  |  |  |  |  |  |  |  |  |  |  |  |  |  |  |
| | 29. Duquesa Elena Luisa de Mecklemburgo-Schwerin                            |  |  |  |  |  |  |  |  |  |  |  |  |  |  |  |
| |                                                                             |  |  |  |  |  |  |  |  |  |  |  |  |  |  |  |
| |                                                                             |  |  |  |  |  |  |  |  |  |  |  |  |  |  |  |
| | 7. Princesa Luisa de Orleans                                                |  |  |  |  |  |  |  |  |  |  |  |  |  |  |  |
| |                                                                             |  |  |  |  |  |  |  |  |  |  |  |  |  |  |  |
| |                                                                             |  |  |  |  |  |  |  |  |  |  |  |  |  |  |  |
| | 30. Príncipe Antonio, duque de Montpensier                                  |  |  |  |  |  |  |  |  |  |  |  |  |  |  |  |
| |                                                                             |  |  |  |  |  |  |  |  |  |  |  |  |  |  |  |
| |                                                                             |  |  |  |  |  |  |  |  |  |  |  |  |  |  |  |
| | 15. Princesa María Isabel de Orleans                                        |  |  |  |  |  |  |  |  |  |  |  |  |  |  |  |
| |                                                                             |  |  |  |  |  |  |  |  |  |  |  |  |  |  |  |
| |                                                                             |  |  |  |  |  |  |  |  |  |  |  |  |  |  |  |
| | 31. Infanta Luisa Fernanda de España                                        |  |  |  |  |  |  |  |  |  |  |  |  |  |  |  |
| |                                                                             |  |  |  |  |  |  |  |  |  |  |  |  |  |  |  |
| |                                                                             |  |  |  |  |  |  |  |  |  |  |  |  |  |  |  |